# Болгария на зимних Олимпийских играх 1968
Болгария принимала участие в Зимних Олимпийских играх 1968 года в Гренобле (Франция) в седьмой раз за свою историю, но не завоевала ни одной медали. Сборную страны представляли 2 мужчин и 4 женщины.

## Результаты соревнований

### Горнолыжный спорт
Мужчины
| Спортсмен    | Дисциплина        | 1-й спуск | 1-й спуск | 2-й спуск | 2-й спуск | Итог    | Итог  |
| Спортсмен    | Дисциплина        | Время     | Место     | Время     | Место     | Время   | Место |
| ------------ | ----------------- | --------- | --------- | --------- | --------- | ------- | ----- |
| Петр Ангелов | скоростной спуск  |           |           |           |           | 2:18,71 | 63    |
| Петр Ангелов | гигантский слалом | 1:59,87   | 66        | 2:01,96   | 67        | 4:01,83 | 64    |

Слалом
| Спортсмен    | 1-й спуск | 1-й спуск | 2-й спуск | 2-й спуск | Финал     | Финал | Финал     | Финал | Финал   | Финал |
| Спортсмен    | Время     | Место     | Время     | Место     | 1-й спуск | Место | 2-й спуск | Место | Время   | Место |
| ------------ | --------- | --------- | --------- | --------- | --------- | ----- | --------- | ----- | ------- | ----- |
| Петр Ангелов | DNF       | —         | 57,60     | 1 QF      | 1:00,72   | 43    | 58,07     | 28    | 1:58,79 | 29    |

### Лыжные гонки
Спортсменов — 5
Мужчины
| Соревнование | Спортсмен   | Результат | Место | Отставание |
| ------------ | ----------- | --------- | ----- | ---------- |
| 15 км        | Петр Панков | 50:54,1   | 25    | +2:59,9    |
| 30 км        | Петр Панков | 1:41:42,9 | 26    | +6:03,7    |

Женщины
| Соревнование    | Спортсменки                                       | Результат | Место | Отставание |
| --------------- | ------------------------------------------------- | --------- | ----- | ---------- |
| 5 км            | Надежда Василева                                  | 17:58,7   | 24    | +1:13,5    |
| 5 км            | Величка Пандева                                   | 18:23,7   | 30    | +1:38,5    |
| 5 км            | Цветана Сотирова                                  | 18:27,3   | 31    | +1:42,1    |
| 5 км            | Роза Димова                                       | 19:05,6   | 33    | +2:20,4    |
| 10 км           | Надежда Василева                                  | 41:25,8   | 27    | +4:39,3    |
| 10 км           | Цветана Сотирова                                  | 42:16,5   | 28    | +5:30,0    |
| 10 км           | Роза Димова                                       | 43:18,4   | 29    | +6:31,9    |
| 10 км           | Величка Пандева                                   | 43:26,3   | 31    | +6:39,8    |
| Эстафета 3×5 км | Величка Пандева Надежда Василева Цветана Сотирова | 1:05:35,7 | 8     | +8:05,7    |